# Karlsruhe Cougars
Die Karlsruhe Cougars sind ein Baseball- und Softball-Verein aus Karlsruhe. Die Gründung erfolgte 1988 mit einer Baseballmannschaft als Unterabteilung des American-Football-Vereins Badener Greifs. Die Abteilung Softball wurde 1994 gegründet und 1995 machte sich die ehemalige Abteilung der Greifs als „1. Baseball und Softball Club Karlsruhe Cougars e. V.“ selbständig. Seit 2010 gibt es auch eine Cricket-Abteilung. Der Vereinsname leitet sich von dem englischen Wort für Puma ab.
Im Jahre 2008 konnten die Cougars ihr 20-jähriges Bestehen feiern.

## Mannschaften
Die Karlsruhe Cougars bieten Mannschaften für verschiedene Altersklassen an:

### Baseball
- Herren 1 – Verbandsliga
- Junioren – Landesliga
- Jugend – Landesliga
- Schüler – Landesliga
- T-Ball

### Softball
- Damen 1 – Softball-Bundesliga
- Damen 2 – Verbandsliga
- Juniorinnen – Landesliga
- Mixed-Team – Softball-Mixed-Ligen des BWBSV
- Fun-Team

### Cricket
- Herren 1 - 2. Bundesliga

## Ballpark
Die Cougars tragen ihre Heimspiele im 2009 modernisierten Cougars-Ballpark in der Karlsruher Nordstadt aus. Der Ballpark liegt in unmittelbarer Nähe zur Dualen Hochschule und verfügt über insgesamt vier Spielflächen. An den beiden Hauptfeldern finden mehr als 200 Zuschauer Platz.